# Rob Gray
Robert Dejuan "Rob" Gray Jr. (Forest City, Carolina del Norte, 3 de abril de 1994) es un baloncestista estadounidense de 1,88 metros de estatura que juega en la posición de base en las filas del Scafati Basket de la Lega Basket Serie A. 

## Trayectoria deportiva

### Universidad
Tras pasar por el pequeño Howard College en Texas, jugó tres temporadas con los Cougars de la Universidad de Houston, en las que promedió 18,8 puntos, 3,3 rebotes y 3,0 asistencias por partido. En sus dos últimas temporadas fue incluido en el mejor quinteto de la American Athletic Conference, liderando en ambas su conferencia en anotación. Acabó como el máximo anotador histórico de la AAC, con 1710 puntos, superando a Nic Moore, de SMU.

### Profesional
Tras no ser elegido en el Draft de la NBA de 2018, disputó las Ligas de Verano de la NBA con los Houston Rockets, promediando 1,0 puntos y 1,0 asistencias en dos partidos. Tras ser cortado por los Rockets, en octubre fichó por los Fort Wayne Mad Ants de la NBA G League.
En la temporada 2019-20 dio el salto a Europa con el JL Bourg Basket francés y acabaría la temporada en el Metropolitans 92, ambos de la LNB Pro A.
En octubre de 2020 aterrizó en el AS Mónaco de la LNB Pro A, equipo con el que consiguió el título de la Eurocopa, siendo el tercer anotador de la competición, promediando 18,2 puntos por partido.
En la temporada 2022-23, firma por el Tofaş S.K. de la BSL turca y fue el máximo anotador de la Basketball Champions League con una media de 21 puntos por partido.
En la temporada 2023-24, firma por el SC Prometey de la Superleague, la primera división del baloncesto ucraniano. 
El 9 de febrero de 2024, firma por el Club Baloncesto Breogán de la Liga Endesa.
El 12 de marzo de 2024, el jugador abandonó la disciplina del Club Baloncesto Breogán tras alegar motivos personales que le obligan a regresar de manera inmediata a su país. 
El 19 de junio de 2024, firmó por el Scafati Basket de la Lega Basket Serie A italiana.
El 28 de marzo de 2025 fichó por el Galatasaray de la BSL tueca.